# Rosemarie Wemheuer
Rosemarie Wemheuer (* 6. Mai 1950 in Frankfurt am Main) ist eine deutsche Politikerin (SPD).
Wemheuer erwarb durch ein Studium in Soziologie und neuerer Geschichte den Titel Master of Arts. Die Soziologin, seit 1973 Mitglied der SPD, gehörte dem Bezirksausschuss der SPD Braunschweig an und war kooptiertes Mitglied im Vorstand der SPD Niedersachsen. Von 1994 bis 1999 war sie Mitglied des Europäischen Parlaments. Dort war sie stellvertretendes Mitglied des Haushaltsausschusses und des Ausschusses für Grundfreiheiten und innere Angelegenheiten sowie Mitglied des Ausschusses für Haushaltskontrolle und dort ständige Berichterstatterin zu Fragen der Betrugsbekämpfung.